# Stadion Ergilio Hato
Das Stadion Ergilio Hato (niederländisch Ergilio Hatostadion) ist ein Fußballstadion mit Leichtathletikanlage in Willemstad, Hauptstadt der Karibikinsel Curaçao. Die Insel gehört zum Königreich der Niederlande. In der Kreolsprache Papiamentu, die auf Curaçao gesprochen wird, wird es als Sentro Deportivo Korsou (SDK) bezeichnet. Mit Platz für 15.000 Zuschauer ist es die größte Sportanlage auf der Insel und darüber hinaus das Nationalstadion. Die Sportstätte wird überwiegend für Spiele der Fußballnationalmannschaft von Curaçao, Nachfolgerin der 2010 aufgelösten Fußballnationalmannschaft der Niederländischen Antillen, genutzt.
Der Name erinnert an Ergilio Hato (1926–2003), einen Torwart von Curaçao, der für die Mannschaft der Niederländischen Antillen am Fußballturnier der Olympischen Sommerspiele 1952 in Helsinki teilnahm.